# Fearless (Lola Ponce)
Fearless è il secondo album della cantante argentina Lola Ponce, pubblicato nel 2004 dall'etichetta Sony BMG.
Dall'album sono stati estratti tre singoli: No Matta What, Amor e Sleep.

## Tracce
1. Amor
2. Another Life
3. Fearless
4. Do You Like to Watch
5. Sleep
6. Eva luna
7. Put Your Arms
8. No Matta What
9. The Car You Wanna Drive
10. It Goes Down
11. Come with Me
12. Use Your Imagination